# バレーボール欧州選手権
バレーボール欧州選手権（European Volleyball Championship）は、欧州バレーボール連盟が主催するバレーボールナショナルチームの国際大会である。ユーロバレー（EuroVolley）とも言われる。

## 歴史・概要
1948年に男子第1回大会がイタリア、1949年に女子第1回大会がチェコスロバキアで開催された。
かつて同じ年にワールドグランドチャンピオンズカップが開催されていた時には、優勝国がヨーロッパ代表として同大会に出場していた。

## 歴代成績

### 男子
| 1948年（第1回）  | イタリア                                      | チェコスロバキア | フランス         | イタリア               |  |  |  |    |
| 1950年（第2回）  | ブルガリア                                    | ソビエト連邦     | チェコスロバキア | ハンガリー             |  |  |  |    |
| 1951年（第3回）  | フランス                                      | ソビエト連邦     | ブルガリア       | フランス               |  |  |  |    |
| 1955年（第4回）  | ルーマニア                                    | チェコスロバキア | ルーマニア       | ブルガリア             |  |  |  |    |
| 1958年（第5回）  | チェコスロバキア                              | チェコスロバキア | ルーマニア       | ソビエト連邦           |  |  |  |    |
| 1963年（第6回）  | ルーマニア                                    | ルーマニア       | ハンガリー       | ソビエト連邦           |  |  |  |    |
| 1967年（第7回）  | トルコ                                        | ソビエト連邦     | チェコスロバキア | ポーランド             |  |  |  |    |
| 1971年（第8回）  | イタリア                                      | ソビエト連邦     | チェコスロバキア | ルーマニア             |  |  |  |    |
| 1975年（第9回）  | ユーゴスラビア                                | ソビエト連邦     | ポーランド       | ユーゴスラビア         |  |  |  |    |
| 1977年（第10回） | フィンランド                                  | ソビエト連邦     | ポーランド       | ルーマニア             |  |  |  |    |
| 1979年（第11回） | フランス                                      | ソビエト連邦     | ポーランド       | ユーゴスラビア         |  |  |  |    |
| 1981年（第12回） | ブルガリア                                    | ソビエト連邦     | ポーランド       | ブルガリア             |  |  |  |    |
| 1983年（第13回） | 東ドイツ                                      | ソビエト連邦     | ポーランド       | ブルガリア             |  |  |  |    |
| 1985年（第14回） | オランダ                                      | ソビエト連邦     | チェコスロバキア | フランス               |  |  |  |    |
| 1987年（第15回） | ベルギー                                      | ソビエト連邦     | フランス         | ギリシャ               |  |  |  |    |
| 1989年（第16回） | スウェーデン                                  | イタリア         | スウェーデン     | オランダ               |  |  |  |    |
| 1991年（第17回） | ドイツ                                        | ソビエト連邦     | イタリア         | オランダ               |  |  |  |    |
| 1993年（第18回） | フィンランド                                  | イタリア         | オランダ         | ロシア                 |  |  |  |    |
| 1995年（第19回） | ギリシャ                                      | イタリア         | オランダ         | ユーゴスラビア         |  |  |  |    |
| 1997年（第20回） | オランダ                                      | オランダ         | ユーゴスラビア   | イタリア               |  |  |  |    |
| 1999年（第21回） | オーストリア                                  | イタリア         | ロシア           | ユーゴスラビア         |  |  |  |    |
| 2001年（第22回） | チェコ                                        | ユーゴスラビア   | イタリア         | ロシア                 |  |  |  |    |
| 2003年（第23回） | ドイツ                                        | イタリア         | フランス         | ロシア                 |  |  |  |    |
| 2005年（第24回） | イタリア セルビア・モンテネグロ               | イタリア         | ロシア           | セルビア・モンテネグロ |  |  |  |    |
| 2007年（第25回） | ロシア                                        | スペイン         | ロシア           | セルビア               |  |  |  |    |
| 2009年（第26回） | トルコ                                        | ポーランド       | フランス         | ブルガリア             |  |  |  |    |
| 2011年（第27回） | オーストリア チェコ                           | セルビア         | イタリア         | ポーランド             |  |  |  |    |
| 2013年（第28回） | ポーランド デンマーク                         | ロシア           | イタリア         | セルビア               |  |  |  |    |
| 2015年（第29回） | ブルガリア イタリア                           | フランス         | スロベニア       | イタリア               |  |  |  |    |
| 2017年（第30回） | ポーランド                                    | ロシア           | ドイツ           | セルビア               |  |  |  |    |
| 2019年（第31回） | ベルギー フランス オランダ スロベニア         | セルビア         | スロベニア       | ポーランド             |  |  |  |    |
| 2021年（第32回） | ポーランド チェコ · エストニア フィンランド   | イタリア         | スロベニア       | ポーランド             |  |  |  |    |
| 2023年（第33回） | 北マケドニア イタリア · ブルガリア イスラエル | ポーランド       | イタリア         | スロベニア             |  |  |  |    |
| 2026 Details     | Bulgaria / Finland / Italy / Romania          |                  |                  |                        |  |  |  | 24 |

### 女子
| 開催年           | 開催国                                        | 優勝             | 準優勝           | 3位              |    |
| ---------------- | --------------------------------------------- | ---------------- | ---------------- | ---------------- | -- |
| 1949年（第1回）  | チェコスロバキア                              | ソビエト連邦     | チェコスロバキア | ポーランド       |    |
| 1950年（第2回）  | ブルガリア                                    | ソビエト連邦     | ポーランド       | チェコスロバキア |    |
| 1951年（第3回）  | フランス                                      | ソビエト連邦     | ポーランド       | ユーゴスラビア   |    |
| 1955年（第4回）  | ルーマニア                                    | チェコスロバキア | ソビエト連邦     | ポーランド       |    |
| 1958年（第5回）  | チェコスロバキア                              | ソビエト連邦     | チェコスロバキア | ポーランド       |    |
| 1963年（第6回）  | ルーマニア                                    | ソビエト連邦     | ポーランド       | ルーマニア       |    |
| 1967年（第7回）  | トルコ                                        | ソビエト連邦     | ポーランド       | チェコスロバキア |    |
| 1971年（第8回）  | イタリア                                      | ソビエト連邦     | チェコスロバキア | ポーランド       |    |
| 1975年（第9回）  | ユーゴスラビア                                | ソビエト連邦     | ハンガリー       | 東ドイツ         |    |
| 1977年（第10回） | フィンランド                                  | ソビエト連邦     | 東ドイツ         | ハンガリー       |    |
| 1979年（第11回） | フランス                                      | ソビエト連邦     | 東ドイツ         | ブルガリア       |    |
| 1981年（第12回） | ブルガリア                                    | ブルガリア       | ソビエト連邦     | ハンガリー       |    |
| 1983年（第13回） | 東ドイツ                                      | 東ドイツ         | ソビエト連邦     | ハンガリー       |    |
| 1985年（第14回） | オランダ                                      | ソビエト連邦     | 東ドイツ         | オランダ         |    |
| 1987年（第15回） | ベルギー                                      | 東ドイツ         | ソビエト連邦     | チェコスロバキア |    |
| 1989年（第16回） | 西ドイツ                                      | ソビエト連邦     | 東ドイツ         | イタリア         |    |
| 1991年（第17回） | イタリア                                      | ソビエト連邦     | オランダ         | ドイツ           |    |
| 1993年（第18回） | チェコ                                        | ロシア           | チェコ           | ウクライナ       |    |
| 1995年（第19回） | オランダ                                      | オランダ         | クロアチア       | ロシア           |    |
| 1997年（第20回） | チェコ                                        | ロシア           | クロアチア       | チェコ           |    |
| 1999年（第21回） | イタリア                                      | ロシア           | クロアチア       | イタリア         |    |
| 2001年（第22回） | ブルガリア                                    | ロシア           | イタリア         | ブルガリア       |    |
| 2003年（第23回） | トルコ                                        | ポーランド       | トルコ           | ドイツ           |    |
| 2005年（第24回） | クロアチア                                    | ポーランド       | イタリア         | ロシア           |    |
| 2007年（第25回） | ベルギー ルクセンブルク                       | イタリア         | セルビア         | ロシア           |    |
| 2009年（第26回） | ポーランド                                    | イタリア         | オランダ         | ポーランド       |    |
| 2011年（第27回） | イタリア セルビア                             | セルビア         | ドイツ           | トルコ           |    |
| 2013年（第28回） | ドイツ スイス                                 | ロシア           | ドイツ           | ベルギー         |    |
| 2015年（第29回） | ベルギー オランダ                             | ロシア           | オランダ         | セルビア         |    |
| 2017年（第30回） | アゼルバイジャン ジョージア                   | セルビア         | オランダ         | トルコ           |    |
| 2019年（第31回） | スロバキア ハンガリー · ポーランド トルコ     | セルビア         | トルコ           | イタリア         |    |
| 2021年（第32回） | セルビア ブルガリア · クロアチア ルーマニア   | イタリア         | セルビア         | トルコ           |    |
| 2023年（第33回） | ベルギー エストニア ドイツ イタリア           | トルコ           | セルビア         | オランダ         |    |
| 2026 Details     | Azerbaijan / Czech Republic / Sweden / Turkey |                  |                  |                  | 24 |